# Rada miasta stołecznego Warszawy

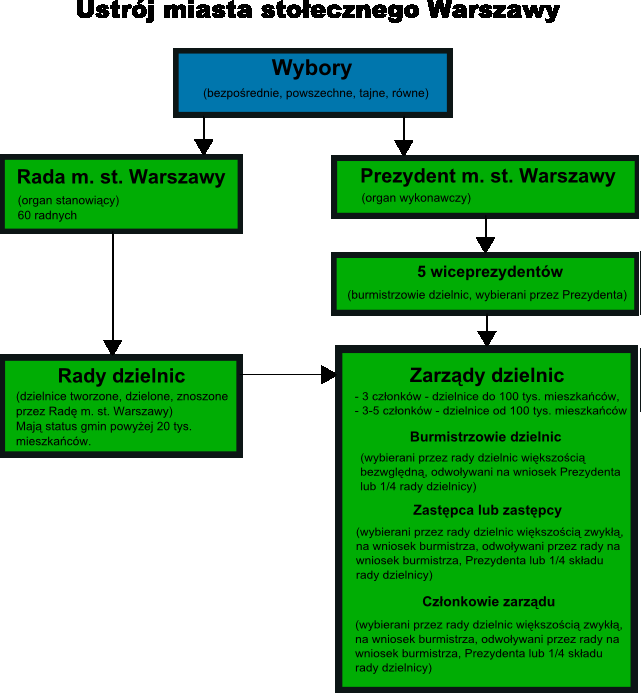
Ustrój organów samorządowych Warszawy

Rada miasta stołecznego Warszawy (Rada m.st. Warszawy) – rada miasta, organ stanowiący i kontrolny miasta stołecznego Warszawy.

## Siedziba
Do 1939 Rada Miejska obradowała w pałacu Jabłonowskich, w dwukondygnacyjnej sali balowej znajdującej się na pierwszym piętrze pałacu. Siedziba i biura Rady m.st. Warszawy mieszczą się w Pałacu Kultury i Nauki.

## Kompetencje
Radę m.st. Warszawy tworzy 60 radnych (art. 2 ustawy) wybieranych co pięć lat w wyborach lokalnych. Projekt statutu miasta uchwala Rada m.st. Warszawy po zasięgnięciu opinii rad dzielnic. W przypadku niewyrażenia opinii przez radę dzielnicy w terminie 14 dni od dnia otrzymania wystąpienia, wymóg zasięgnięcia opinii uważa się za spełniony. Projekt statutu m.st. Warszawy podlega uzgodnieniu z Prezesem Rady Ministrów. Uzgodnienie projektu statutu następuje w terminie nie dłuższym niż 30 dni od dnia jego przedłożenia. Jeżeli premier nie zajmie stanowiska w tym terminie określonym, statut uznaje się za uzgodniony. Prezes Rady Ministrów, w przypadku stwierdzenia uchybień, przekazuje projekt statutu do ponownego rozpatrzenia, wskazując termin ich usunięcia. Zmiana statutu następuje w trybie przewidzianym dla jego uchwalenia.
Rada miasta przyjmuje budżet Warszawy oraz kontroluje jego wykonanie, przyjmując lub odrzucając absolutorium.

## Działalność radnych
Radni uczestniczą w sesjach plenarnych Rady Warszawy oraz na posiedzeniach komisji. Składają też zapytania i interpelacje. Pełnią ponadto dyżury radnych, kontaktując się z mieszkańcami. Terminy dyżurów ogłaszane są w Biuletynie Informacji Publicznej m.st. Warszawy.
Obsługą radnych zajmuje się Biuro Rady Urzędu m.st. Warszawy.

### Sesje rady
Średnio 2 razy w miesiącu (z wyjątkiem wakacji), zazwyczaj co 2 tygodnie zwoływane są sesje rady. Przyjęto zwyczaj numerowania sesji kolejno w kadencji, cyframi rzymskimi. Sesje są otwarte dla publiczności, zwykle odbywają się w Sali Warszawskiej na IV piętrze Pałacu Kultury i Nauki w czwartki od godz. 10.00. Harmonogram sesji i przyjęty porządek obrad publikowany jest w Internecie.
Raz w roku, w przeddzień rocznicy wybuchu powstania warszawskiego zwoływana jest uroczysta sesja rady na Zamku Królewskim, podczas której odbywa się nadanie honorowego obywatelstwa Warszawy.
Od kilku lat sesje Rady Warszawy transmitowane są online w Internecie.
Podczas sesji rady radni przyjmują uchwały i stanowiska, zgodnie z przyjętym porządkiem obrad. Numeracja uchwał zawiera numer sesji w danej kadencji, kolejny numer uchwały od początku tej kadencji oraz cyfry roku, np. XXXV/1044/2008.
Porządek sesji i projekty uchwał, przyjęte uchwały i stanowiska, wyniki głosowań, a także interpelacje i zapytania radnych i odpowiedzi na nie dostępne są w Biuletynie Informacji Publicznej m.st. Warszawy.

### Komisje rady
Komisje rady zbierają się zazwyczaj od jednego do kilku razy w miesiącu, najczęściej w salach na XX piętrze Pałacu Kultury i Nauki. Posiedzenia komisji są otwarte dla mieszkańców.
Komisje opiniują projekty uchwał przyjmowanych później na sesji rady, zajmują się też innymi sprawami, zgodnie z przyjętymi kompetencjami – przykładowo w kadencji 2006–2010:
- Komisja Rewizyjna – zajmuje się m.in. opiniowaniem sprawozdań z działalności finansowej miasta, występuje do rady z wnioskiem w sprawie udzielenia bądź nieudzielenia absolutorium prezydentowi Warszawy, wykonuje kontrole zlecone przez radę
- Komisja Budżetu i Finansów – opiniuje projekt budżetu oraz sprawozdań z działalności finansowej miasta, opiniuje projekty uchwał w sprawie podatków i opłat, proponuje wysokość sumy, do której prezydent może samodzielnie zaciągać zobowiązania, opiniuje procedurę uchwalania budżetu
- Komisja Bezpieczeństwa i Porządku Publicznego – zajmuje się porządkiem publicznym i bezpieczeństwem obywateli, ochroną przeciwpożarową i przeciwpowodziową, opiniuje projekty przepisów porządkowych
- Komisja Edukacji i Rodziny – zajmuje się oświatą, w tym przedszkolami i szkołami, oraz polityką prorodzinną
- Komisja Etyki – rozpatruje sprawy radnych, wobec których postawiono zarzuty, iż naruszają zasady etyczne bądź zachowują się w sposób nieodpowiadający godności radnego lub rady
- Komisja Inwentaryzacyjna – zajmuje się inwentaryzacją mienia miasta stołecznego Warszawy
- Komisja Kultury i Promocji Miasta – zajmuje się kulturą, w tym bibliotekami i placówkami upowszechniania kultury, promocją miasta, opiniuje projekty uchwał w sprawach herbu gminy, nazw ulic i placów publicznych oraz wznoszenia pomników (Podkomisja ds. Nazewnictwa Ulic)
- Komisja Ładu Przestrzennego – zajmuje się ładem przestrzennym, gospodarką nieruchomościami, administracją architektoniczno-budowlaną, nadzorem budowlanym, sprawami geodezji i kartografii, opiniuje projekty miejscowych planów zagospodarowania przestrzennego
- Komisja Ochrony Środowiska – zajmuje się ochroną środowiska i przyrody, gospodarką wodną, zielenią komunalną i zadrzewieniami
- Komisja Polityki Społecznej i Przeciwdziałania Patologiom – zajmuje się polityką społeczną, w tym ośrodkami pomocy społecznej i zakładami opiekuńczymi, programem „Warszawa bez barier”, opiniuje projekty uchwał rady dotyczących usytuowania miejsc sprzedaży napojów alkoholowych
- Komisja Infrastruktury i Inwestycji – zajmuje się infrastrukturą drogową (drogami, ulicami, mostami, placami), lokalnym transportem zbiorowym i organizacją ruchu drogowego, infrastrukturą techniczną i urządzeniami komunalnymi, gminnym budownictwem mieszkaniowym i cmentarzami komunalnymi
- Komisja Polityki Rozwoju Gospodarczego – zajmuje się sprawami utrzymania gminnych obiektów i urządzeń użyteczności publicznej, obiektów administracyjnych, targowisk i hal targowych, opiniuje sprawy związane z prywatyzacją mienia komunalnego, projekty przepisów dotyczących majątku miasta, programów gospodarczych oraz uchwał dotyczących przejęcia zadań administracji rządowej
- Komisja Samorządowa i Integracji Europejskiej – opiniuje projekty uchwał dotyczących zakresu działania jednostek pomocniczych – dzielnic, zasad przekazywania im mienia i środków budżetowych na realizację zadań, opiniuje projekty przepisów dotyczących ustroju miasta, wnioski o nadanie honorowego obywatelstwa, zajmuje się integracją europejską i współpracą ze społecznościami lokalnymi innych państw, analizuje skargi i wnioski mieszkańców, współpracuje z organizacjami pozarządowymi
- Komisja Sportu i Rekreacji – zajmuje się kulturą fizyczną, terenami rekreacji i urządzeniami sportowymi
- Doraźna Komisja Rozwoju Turystyki – inspiruje działania zmierzające do podniesienia atrakcyjności turystycznej Warszawy, opiniuje dokumenty dotyczące rozwoju turystyki, współpracuje z podmiotami świadczącymi usługi w dziedzinie turystyki i organizacjami turystycznymi, zajmuje się sprawami pozyskiwania dofinansowania rozwoju turystyki ze środków Unii Europejskiej, doskonaleniem i rozwijaniem systemu informacji turystycznej
- Doraźna Komisja ds. Organizacji EURO 2012 – monitoruje przebieg i terminowość prac inwestycyjnych, zajmuje się wykorzystaniem EURO 2012 dla celów promocji stolicy, wzrostu ruchu turystycznego, utrzymuje kontakty robocze z miastami współorganizującymi EURO 2012 w Polsce i na Ukrainie
- Komisja Statutowo-Regulaminowa – opracowuje projekty statutu m.st. Warszawy i statutów dzielnic oraz projekt zasad działania Komisji Etyki, przedkłada je radzie
- Komisja Zdrowia – zajmuje się ochroną zdrowia.

## Skład rady w kadencji 2024–2029

### Przewodnicząca i wiceprzewodniczący[9]
- Przewodnicząca
  - Ewa Malinowska-Grupińska
- Wiceprzewodniczący
  - Melania Łuczak
  - Sławomir Potapowicz

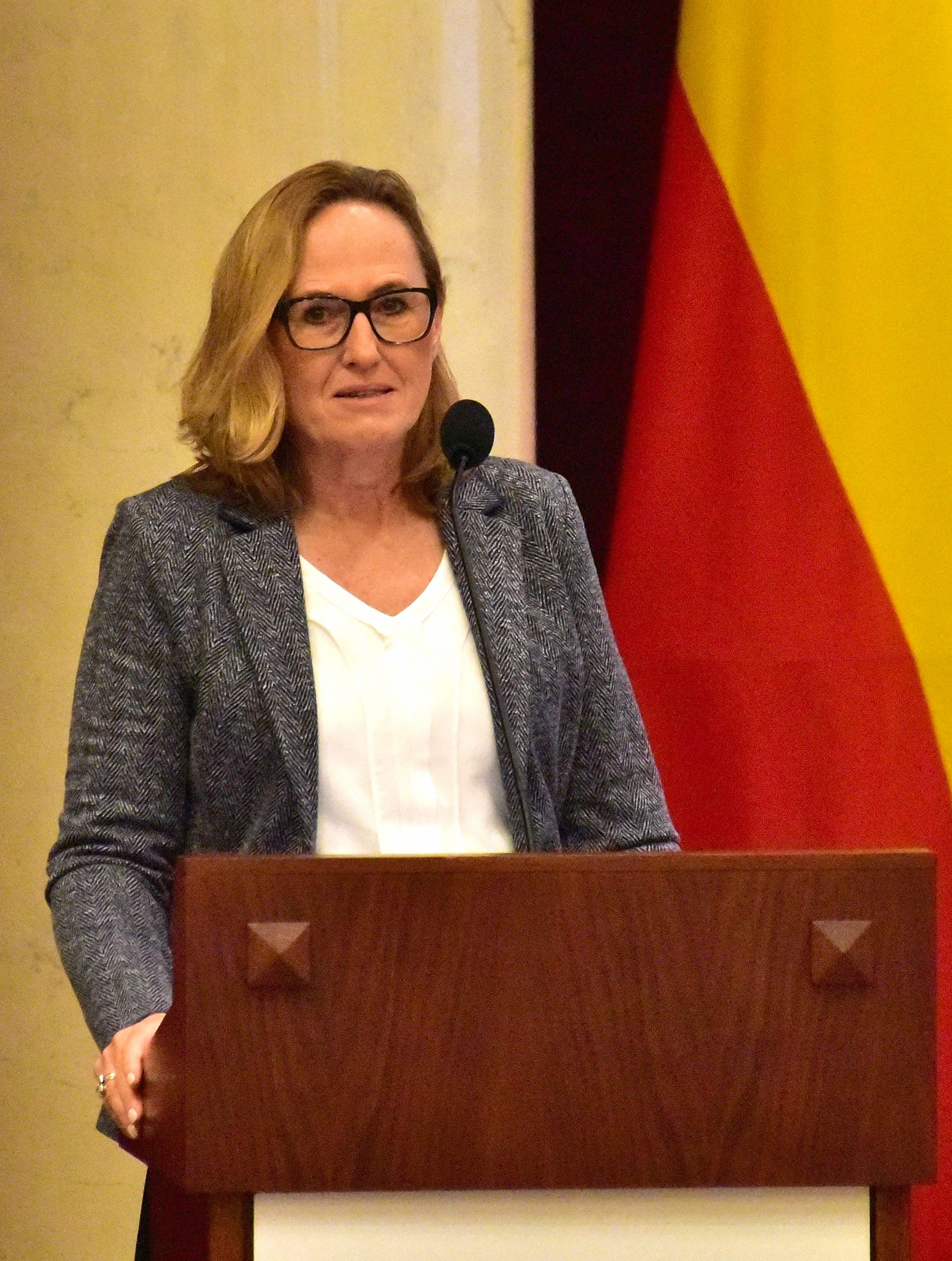
Ewa Malinowska-Grupińska, radna Platformy Obywatelskiej, od 2007 przewodnicząca Rady m.st. Warszawy

  - Magdalena Roguska (do 26 czerwca 2024)

### Radni według klubów i okręgów wyborczych
| Okręg wyborczy (dzielnice)              | Klub Radnych Koalicja Obywatelska (37 radnych)                                                                                             | Klub Radnych Prawo i Sprawiedliwość (15 radnych)            | Klub Radnych Lewica (8 radnych)   |
| --------------------------------------- | --- | ----------------------------------------------------------- | --------------------------------- |

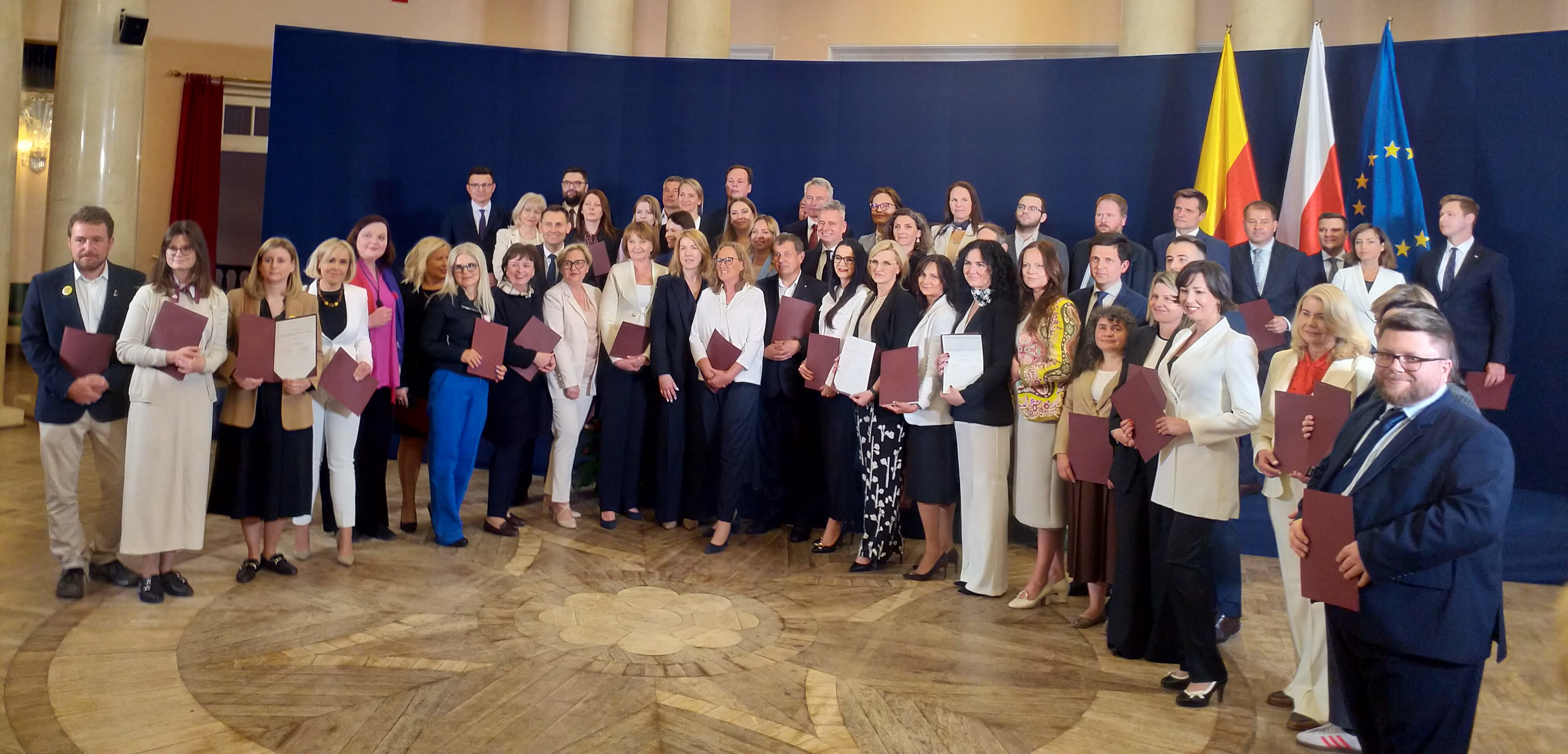
Radni kadencji 2024–2029 (maj 2024)

| 1 Śródmieście i Ochota (6 radnych)      | - Agnieszka Gierzyńska-Kierwińska (15 237) - Joanna Staniszkis (6143) - Anna Nehrebecka-Byczewska (5657)                                   | - Filip Frąckowiak (11 308) - Grażyna Wereszczyńska (1849)  | - Agata Diduszko-Zyglewska (6957) |
| 2 Praga-Południe (6 radnych)            | - Marcin Kluś (10 283) - Dorota Lutomirska (10 012) - Justyna Zając (4960) - Paweł Lech (4776)                                             | - Damian Kowalczyk (8944)                                   | - Martyna Jałoszyńska (6707)      |

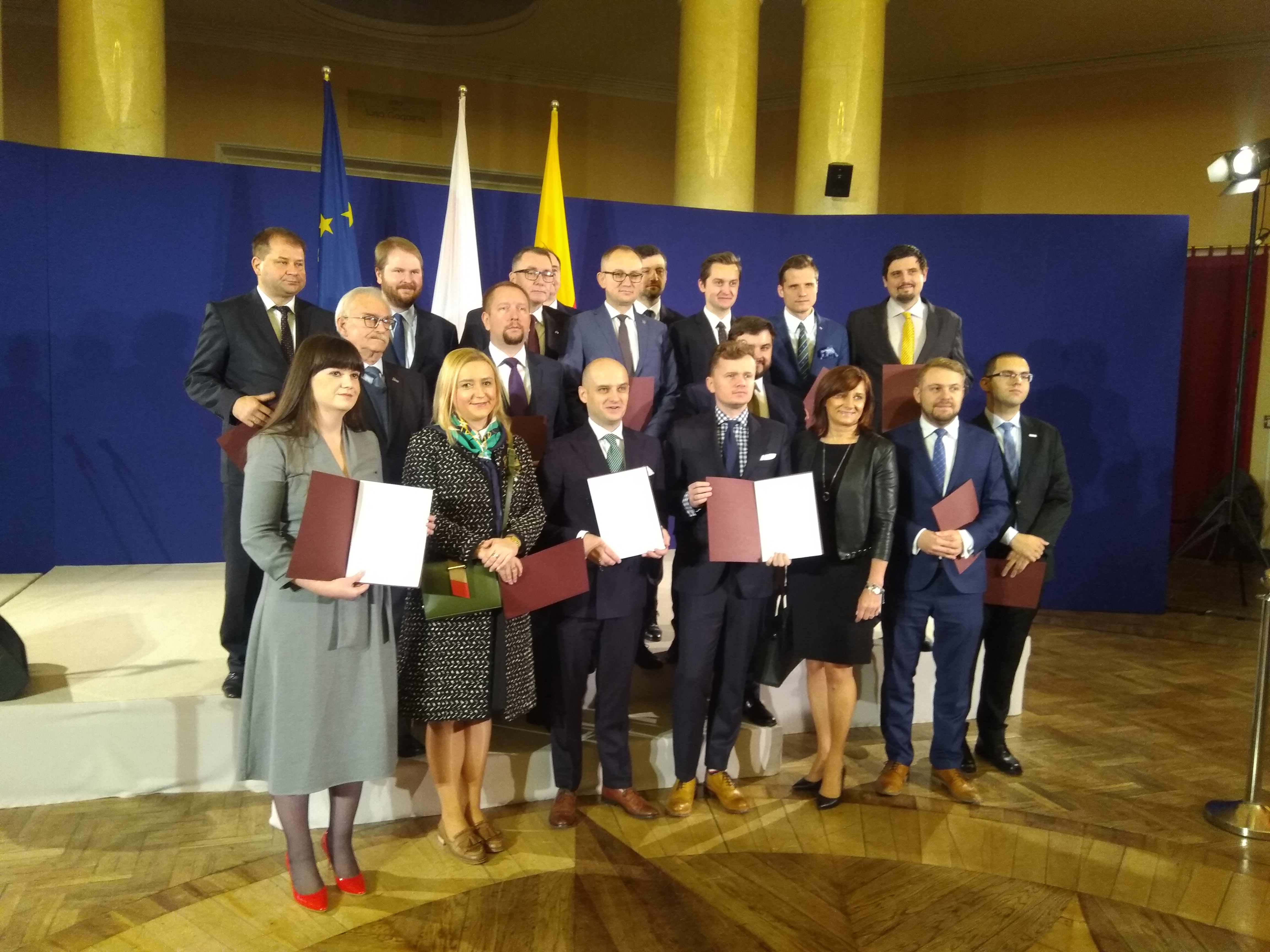
Radni m.st. Warszawy z Klubu Prawa i Sprawiedliwości (2018)

| 3 Mokotów (7 radnych)                   | - Jarosław Szostakowski (13 950) - Małgorzata Zakrzewska (12 749) - Joanna Wiśniewska-Najgebauer (4582) - Marta Jabłońska (4195)           | - Jacek Cieślikowski (10 734) - Michalina Szymborska (2760) | - Melania Łuczak (8269)           |
| 4 Wola (5 radnych)                      | - Mariusz Budziszewski (8111) - Krystian Wilk (5886) - Renata Niewitecka (5113)                                                            | - Maciej Binkowski (6996)                                   | - Zofia Smełka-Leszczyńska (2805) |
| 5 Bielany i Żoliborz (6 radnych)        | - Agnieszka Wyrwał (10 613) - Piotr Wertenstein-Żuławski (9887) - Renata Królak (9047) - Agata Korc (2943)                                 | - Dariusz Figura (10 228)                                   | - Marta Szczepańska (6422)        |
| 6 Białołęka (5 radnych)                 | - Agnieszka Borowska (4074) - Anna Auksel-Sekutowicz (3071) - Elżbieta Łaniewska (1171) - Patryk Milewski (1130)                           | - Wojciech Zabłocki (6021)                                  |                                   |
| 7 Rembertów, Wawer i Wesoła (5 radnych) | - Sławomir Potapowicz (7335) - Ewa Janczar (6606) - Sandra Spinkiewicz (4326)                                                              | - Barbara Socha (9278) - Piotr Szyszko (3375)               |                                   |
| 8 Ursynów, Wilanów i Włochy (8 radnych) | - Ewa Malinowska-Grupińska (27 823) - Sylwia Krajewska (9337) - Michał Matejka (5714) - Agnieszka Miękwicz (3260) - Iwona Pawłowska (2951) | - Christian Młynarek (1566) - Jolanta Kasztelan (562)       | - Karolina Zioło-Pużuk (6621)     |
| 9 Bemowo i Ursus (6 radnych)            | - Patrycja Czerska (11 880) - Jarosław Jóźwiak (9898) - Magdalena Gogol (5582) - Joanna Krzemień (4563)                                    | - Tomasz Herbich (9520)                                     | - Kamila Gołębiowska (3503)       |
| 10 Praga-Północ i Targówek (6 radnych)  | - Tomasz Sybilski (8125) - Beata Michalec (6611) - Iwona Wujastyk (3950)                                                                   | - Alicja Żebrowska (9827) - Piotr Mazurek (5098)            | - Jan Mencwel (4603)              |

## Skład rady w kadencji 2018–2024

### Przewodnicząca i wiceprzewodniczący
- Przewodnicząca
  - Ewa Malinowska-Grupińska
- Wiceprzewodniczący
  - Dariusz Figura
  - Aleksandra Gajewska (do 21 października 2019)
  - Sławomir Potapowicz
  - Magdalena Roguska (od 27 lutego 2020)

### Radni według klubów i okręgów wyborczych
| Okręg wyborczy (dzielnice)               | Klub Radnych Koalicja Obywatelska (38 radnych) | Klub Radnych Prawo i Sprawiedliwość (18 radnych)                               | Niezrzeszeni (4 radnych)                          |
| ---------------------------------------- | --- | ------------------------------------------------------------------------------ | ------------------------------------------------- |
| 1 Śródmieście i Ochota (7 radnych)       | - Ewa Malinowska-Grupińska (15 072) - Joanna Staniszkis (8168) - Anna Nehrebecka-Byczewska (7940) - Jarosław Kaczyński (2341) - Piotr Żbikowski (1596) | - Andrzej Kropiwnicki (10 532) - Filip Frąckowiak (4019)                       |                                                   |
| 2 Praga-Południe i Rembertów (7 radnych) | - Dorota Lutomirska (6399) - Dariusz Dziekanowski (6034) - Paweł Lech (5577)                                                                           | - Piotr Szyszko (2304) - Oskar Hejka (1598)                                    | - Monika Jaruzelska (8494) - Marek Szolc (12 311) |
| 3 Mokotów (7 radnych)                    | - Jarosław Szostakowski (17 849) - Małgorzata Zakrzewska (8758) - Joanna Wiśniewska-Najgebauer (4608) - Paweł Sawicki (4316) - Paweł Czekalski (3072)  | - Jacek Cieślikowski (11 320) - Patryk Górski (5618)                           |                                                   |
| 4 Wola (5 radnych)                       | - Tomasz Sybilski (9119) - Renata Niewitecka (5906) - Mariusz Budziszewski (4659)                                                                      | - Maciej Binkowski (5006) - Maria Jęda (981)                                   |                                                   |
| 5 Bielany i Żoliborz (6 radnych)         | - Piotr Mazurek (15 938) - Agnieszka Wyrwał (6325) - Kacper Pietrusiński (2741) - Mariusz Krasuski (1915)                                              | - Dariusz Figura (12 000) - Tomasz Herbich (3375)                              |                                                   |
| 6 Białołęka i Praga-Północ (6 radnych)   | - Magdalena Roguska (19 054) - Agnieszka Borowska (5196) - Anna Auksel-Sekutowicz (2949) - Gabriela Szustek (2878)                                     | - Wiktor Klimiuk (3300)                                                        | - Sebastian Kędzierski (2745)                     |
| 7 Targówek, Wawer i Wesoła (8 radnych)   | - Sławomir Potapowicz (16 201) - Iwona Wujastyk (7075) - Agnieszka Jaczewska-Golińska (3929) - Beata Michalec (3770) - Joanna Dymowska (3482)          | - Cezary Jurkiewicz (16 219) - Alicja Żebrowska (6582) - Oliwer Kubicki (2514) |                                                   |
| 8 Ursynów i Wilanów (6 radnych)          | - Ewa Janczar (5619) - Tomasz Żyłka (2921) - Maciej Wyszyński (2763) - Iwona Pawłowska (2515) - Renata Królak (2238)                                   | - Michał Szpądrowski (9146)                                                    |                                                   |
| 9 Bemowo, Ursus i Włochy (8 radnych)     | - Mariusz Frankowski (19 123) - Maria Łukaszewicz (7006) - Aleksandra Śniegocka-Goździk (5197) - Justyna Zając (3616)                                  | - Błażej Poboży (12 586) - Piotr Mazurek (4284) - Stanisław Dratkiewicz (1682) | - Agata Diduszko-Zyglewska (4036)                 |

## Skład rady w kadencji 2014–2018

### Przewodnicząca i wiceprzewodniczący
- Przewodnicząca
  - Ewa Malinowska-Grupińska

- Wiceprzewodniczący
  - Ewa Masny-Askanas
  - Dariusz Figura (od 11 maja 2017)
  - Olga Johann (zmarła 5 kwietnia 2017)[12]

### Radni według klubów i okręgów wyborczych
| Okręg wyborczy (dzielnice)                        | Klub Radnych Platforma Obywatelska (33 radnych) | Klub Radnych Prawo i Sprawiedliwość (24 radnych) | Niezrzeszeni – Sojusz Lewicy Demokratycznej (2 radnych) | Niezrzeszeni – Warszawska Wspólnota Samorządowa (1 radny) |
| ------------------------------------------------- | --- | --- | ------------------------------------------------------- | --------------------------------------------------------- |
| 1 Śródmieście i Ochota (7 radnych)                | - Michał Bitner (1934) - Marta Jezierska (1790) - Ewa Malinowska-Grupińska (9756, przewodnicząca rady) - Anna Nehrebecka-Byczewska (9074)                                  | - Filip Frąckowiak (3134) - Andrzej Kropiwnicki (9616) - Agnieszka Soin (2755) |                                                         |                                                           |
| 2 Praga-Południe (6 radnych)                      | - Paweł Lech (7837, wiceprzewodniczący klubu) - Dorota Lutomirska (4881) - Monika Suska (1805)                                                                             | - Oskar Hejka (1194) – od 8.12.2015 - Tomasz Koziński (1199) - Jarosław Krajewski (7526, przewodniczący klubu) – do 10.11.2015 - Piotr Szyszko (2604)                                                      |                                                         |                                                           |
| 3 Mokotów (8 radnych)                             | - Ewa Łuczyńska (2108) - Jarosław Szostakowski (9607, przewodniczący klubu) - Joanna Wiśniewska-Najgebauer (2938, wiceprzewodnicząca klubu) - Małgorzata Zakrzewska (7102) | - Krzysztof Bosak (1432) - Jacek Cieślikowski (9699) - Tomasz Mysłek (625) – od 27.11.2017 - Maciej Stasiak (951) – od 8.05.2017 do 23.10.2017 - Stanisław Wielanek (1368) – do 23.12.2016                 | - Paulina Piechna-Więckiewicz (4102)                    |                                                           |
| 4 Wola (5 radnych)                                | - Michał Czaykowski (5160) - Marcin Hoffman (4069) - Małgorzata Żuber-Zielicz (2039)                                                                                       | - Rafał Dorosiński (1503) - Paweł Terlecki (7180) |                                                         |                                                           |
| 5 Bielany i Żoliborz (6 radnych)                  | - Agnieszka Jakowicka (4100) - Piotr Mazurek (7716) - Anna Pabisiak (2879)                                                                                                 | - Dariusz Figura (8081, wiceprzewodniczący rady, wiceprzewodniczący klubu) - Michał Kondrat (2401) - Edmund Świderski (3355)                                                                               |                                                         |                                                           |
| 6 Białołęka i Praga-Północ (6 radnych)            | - Aleksandra Gajewska (3712) - Piotr Jaworski (7138) – nie objął mandatu - Gabriela Szustek (884) – od 13.01.2015 - Dorota Zbińkowska (2692)                               | - Zbigniew Cierpisz (4126) – do 28.03.2017 - Dorota Kopka (476) – od 18.04.2017 - Paweł Lisiecki (7364) – do 2.02.2015 - Daniel Mioduszewski (732) – od 17.03.2015 - Anna Rożek (935)                      |                                                         |                                                           |
| 7 Targówek, Rembertów, Wawer i Wesoła (9 radnych) | - Ewa Masny-Askanas (11 093, wiceprzewodnicząca rady) - Piotr Kalbarczyk (1132) - Krystyna Prońko (7685) - Tomasz Tretter (2017) - Iwona Wujastyk (2990)                   | - Cezary Jurkiewicz (3943, przewodniczący klubu) - Andrzej Melak (13 042) – do 12.04.2016 - Ewa Samonek (1061) - Piotr Żbikowski (935) – od 17.05.2016 - Alicja Żebrowska (4070, wiceprzewodnicząca klubu) |                                                         |                                                           |
| 8 Ursynów i Wilanów (6 radnych)                   | - Ewa Janczar (3125) - Lech Jaworski (3175) - Jolanta Kasztelan (1842) – od 21.06.2016 - Zofia Trębicka (13 160) – do 31.05.2016 - Maciej Wyszyński (2763)                 | - Ewa Smalcerz (1613) – od 10.05.2016 - Wojciech Zabłocki (7280) – do 22.03.2016 |                                                         | - Piotr Guział (6993)                                     |
| 9 Bemowo, Ursus i Włochy (7 radnych)              | - Izabela Chmielewska (4239) - Mariusz Frankowski (2507) - Maria Łukaszewicz (12 045) - Aleksandra Sheybal-Rostek (1795)                                                   | - Michał Grodzki (5877) – do 19.07.2016 - Olga Johann (6379, wiceprzewodnicząca rady) – do 5.04.2017 - Dariusz Karczmarczyk (1521) – od 29.08.2016 - Katarzyna Kostyra (1362) – od 23.05.2017              | - Waldemar Marszałek (2631)                             |                                                           |

## Skład rady w kadencji 2010–2014

### Przewodnicząca i wiceprzewodniczący
- Przewodnicząca
  - Ewa Dorota Malinowska-Grupińska

- Wiceprzewodniczący
  - Ligia Krajewska
  - Olga Johann
  - Sebastian Wierzbicki

### Radni według klubów i okręgów wyborczych
| Okręg wyborczy (dzielnice)                                         | Klub Radnych Platforma Obywatelska (33 radnych) | Klub Radnych Prawo i Sprawiedliwość (17 radnych)                                                          | Klub Radnych Sojusz Lewicy Demokratycznej (10 radnych)                                         |
| ------------------------------------------------------------------ | --- | --- | ---------------------------------------------------------------------------------------------- |
| 1 Śródmieście i Ochota (168 082 wyborców 7 radnych)                | - Ewa Malinowska-Grupińska (przewodnicząca rady) (13 914) - Anna Nehrebecka-Byczewska (12 611) - Michał Bitner (2433) - Marta Jezierska-Gieroba (2075)                                                                                          | - Andrzej Kropiwnicki (12 001) - Jarosław Krajewski (3040)                                                | - Marcin Rzońca (5111)                                                                         |
| 2 Praga-Południe (146 745 wyborców 6 radnych)                      | - Paweł Lech (wiceprzewodniczący klubu) (9930) - Dorota Lutomirska (7595) - Magdalena Czerwosz (2909) | - Adam Kwiatkowski (7907) – do 13.10.2011 - Piotr Szyszko (3179) - Mieczysław Król (1572) – od 17.11.2011 | - Adam Cieciura (3568)                                                                         |
| 3 Mokotów (180 841 wyborców 8 radnych)                             | - Jarosław Szostakowski (przewodniczący klubu) (11 693) - Małgorzata Zakrzewska (10 350) - Maria Szreder (3122) - Joanna Wiśniewska-Najgebauer (2187)                                                                                           | - Jacek Cieślikowski (11 549) - Jarosława Maćkowiak (1590)                                                | - Krystian Legierski (5279) - Alicja Tysiąc (4841)                                             |
| 4 Wola (111 243 wyborców 5 radnych)                                | - Marcin Hoffman (7545) - Małgorzata Żuber-Zielicz (2939) - Michał Czaykowski (2672) | - Michał Serzycki (5477)                                                                                  | - Andrzej Golimont (3893)                                                                      |
| 5 Bielany i Żoliborz (147 593 wyborców 7 radnych)                  | - Piotr Mazurek (9295) - Agnieszka Jakowicka (6460) - Zbigniew Dubiel (5316) - Anna Pabisiak (2496) | - Michał Dworczyk (9227) - Dariusz Figura (3455)                                                          | - Tomasz Sybilski (2889)                                                                       |
| 6 Białołęka i Praga-Północ (119 194 wyborców 6 radnych)            | - Dariusz Dolczewski (6063) – do 30.08.2012 - Dorota Zbińkowska (sekretarz klubu) (3490) - Aleksandra Gajewska (2594) - Mariola Rabczon (2587) – od 20.09.2012                                                                                  | - Maciej Maciejowski (5033) - Zbigniew Cierpisz (1816)                                                    | - Sebastian Wierzbicki (wiceprzewodniczący rady) (2587)                                        |
| 7 Targówek, Rembertów, Wawer i Wesoła (185 538 wyborców 8 radnych) | - Ligia Krajewska (wiceprzewodnicząca rady) (11 736) – do 13.10.2011 - Ewa Masny-Jaskanis (wiceprzewodnicząca klubu, wiceprzewodnicząca rady) (5266) - Piotr Kalbarczyk (3662) - Jolanta Gruszka (3576) - Iwona Wujastyk (2297) – od 20.10.2011 | - Andrzej Melak (6442) - Tomasz Zdzikot (6409) - Alicja Żebrowska (4506)                                  | - Paulina Piechna-Więckiewicz (3456)                                                           |
| 8 Ursynów i Wilanów (126 376 wyborców 6 radnych)                   | - Zofia Trębicka (wiceprzewodnicząca klubu) (14 754) - Maciej Wyszyński (2938) - Agnieszka Makles (2659) – do 05.12.2013 - Lech Jaworski (2569) - Jolanta Kasztelan (2486) – od 12.12.2013                                                      | - Maciej Wąsik (przewodniczący klubu) (6966)                                                              | - Małgorzata Sekuła-Szmajdzińska (10 837) – do 13.10.2011 - Bogdan Żuber (460) – od 20.10.2011 |
| 9 Bemowo, Ursus i Włochy (157 594 wyborców 7 radnych)              | - Maria Łukaszewicz (13 347) - Izabela Chmielewska (3773) - Rafał Dorosiński (3374) - Krzysztof Zygrzak (3295) – do 09.12.2010 - Aleksandra Sheybal-Rostek (3186) – od 16.12.2010                                                               | - Michał Grodzki (6350) - Olga Johann (wiceprzewodnicząca rady) (5572)                                    | - Waldemar Marszałek (4506)                                                                    |

## Skład rady w kadencji 2006–2010

### Przewodniczący i wiceprzewodniczący
- Przewodniczący
  - Ewa Malinowska-Grupińska (PO) od 28 czerwca 2007
  - Lech Jaworski (PO) od 2 grudnia 2006 do 26 czerwca 2007

- Wiceprzewodniczący
  - Ligia Krajewska (PO)
  - Olga Johann (PiS)
  - Marek Rojszyk (Lewica)

### Radni według klubów i okręgów wyborczych
| Okręg wyborczy (dzielnice)                        | Klub Radnych Platforma Obywatelska (27 radnych) | Klub Radnych Prawo i Sprawiedliwość (22 radnych) | Klub Radnych Lewica (11 radnych)                    |
| ------------------------------------------------- | --- | --- | --------------------------------------------------- |
| 1 Śródmieście (5 radnych)                         | - Marcin Kierwiński (przewodniczący klubu) (7556) – do 15.07.2010 - Ewa Malinowska-Grupińska (5451)                                                               | - Jarosław Krajewski (8196) - Małgorzata Kobus (2441) | - Tomasz Sybilski (przewodniczący klubu) (4699)     |
| 2 Praga-Południe (7 radnych)                      | - Paweł Lech (wiceprzewodniczący klubu) (10 189) - Dorota Lutomirska (5431) - Magdalena Czerwosz (4595)                                                           | - Mieczysław Król (wiceprzewodniczący klubu) (6398) - Adam Kwiatkowski (3417) - Małgorzata Załęcka (2391) – do 27.08.2009 - Wanda Krajewska-Hofman (2246) – od 08.10.2009 | - Adam Cieciura (sekretarz klubu) (5398)            |
| 3 Mokotów (8 radnych)                             | - Paweł Czekalski (12 137) - Małgorzata Zakrzewska (7158) - Tadeusz Ross (7126) – do 08.11.2007 - Maria Szreder (2918) - Wojciech Rzewuski (2174) – od 22.11.2007 | - Jacek Cieślikowski (9426) - Jakub Opara (3116) | - Marek Rojszyk (9305) - Paulina Piechna (3114)     |
| 4 Wola (5 radnych)                                | - Marcin Hoffman (8817) - Małgorzata Żuber-Zielicz (2672) | - Marek Makuch (przewodniczący klubu) (7090) - Paweł Terlecki (1839) | - Andrzej Golimont (4101)                           |
| 5 Bielany i Żoliborz (7 radnych)                  | - Piotr Mazurek (12 146) - Joanna Sasak (3769) - Anna Pabisiak (3672)                                                                                             | - Wojciech Starzyński (10 602) - Dariusz Figura (2866) - Edmund Świderski (2295)                                                                                          | - Agnieszka Kuncewicz (6761)                        |
| 6 Białołęka i Praga-Północ (5 radnych)            | - Wojciech Bartelski (7339) – do 11.01.2007 - Mariola Rabczon (2754) - Dorota Zbińkowska (sekretarz klubu) (2081) – od 22.02.2007                                 | - Maciej Maciejowski (5343) - Zbigniew Cierpisz (2193) | - Sebastian Wierzbicki (4040)                       |
| 7 Targówek, Rembertów, Wawer i Wesoła (8 radnych) | - Ligia Krajewska (10 160) - Jolanta Gruszka (4643) - Ewa Masny (wiceprzewodnicząca klubu) (4320) - Piotr Kalbarczyk (2709)                                       | - Tomasz Zdzikot (8351) - Barbara Zawadzka (5560) - Alicja Żebrowska (4702)                                                                                               | - Dariusz Klimaszewski (4550)                       |
| 8 Ursynów i Wilanów (5 radnych)                   | - Lech Jaworski (12 545) - Maciej Wyszyński (3854) - Zofia Trębicka (3627)                                                                                        | - Marcin Jastrzębski (5784) | - Bartosz Dominiak (3591)                           |
| 9 Ochota i Włochy (5 radnych)                     | - Jarosław Szostakowski (wiceprzewodniczący klubu) (7663) - Katarzyna Munio (5581)                                                                                | - Paweł Turowski (7357) - Stanisław Wojtera (2560) | - Mirosława Kątna (wiceprzewodnicząca klubu) (6979) |
| 10 Ursus i Bemowo (5 radnych)                     | - Krzysztof Tyszkiewicz (10 787) – do 08.11.2011 - Maria Łukaszewicz (5965) - Aleksandra Sheybal-Rostek (2307) – od 22.11.2007                                    | - Michał Grodzki (sekretarz klubu) (4977) - Olga Johann (4364) | - Waldemar Marszałek (4429)                         |

## Skład rady w kadencji 2002–2006

### Przewodniczący i wiceprzewodniczący
- Przewodniczący
  - Witold Kołodziejski (PiS) – (2005-2006)
  - Karol Karski (PiS) – (2005)
  - Jan Maria Jackowski (LPR) – (2004-2005)
  - Wojciech Kozak (PO) – (2002-2004)

- Wiceprzewodniczący
  - Marek Rojszyk (SLD-UP) – (2004-2006)
  - Mirosław Sztyber (PO) – (2004-2006)
  - Karol Karski (PiS) – (2002-2005)
  - Jan Maria Jackowski (LPR) – (2002-2004)
  - Jan Wieteska (SLD-UP) – (2002-2004)

### Radni według klubów i okręgów wyborczych
| Okręg wyborczy (dzielnice)                        | Klub Radnych Prawo i Sprawiedliwość (24 radnych) | Klub Radnych Sojusz Lewicy Demokratycznej-Unia Pracy (20 radnych)                                                         | Klub Radnych Platforma Obywatelska (8 radnych)                                             | Klub Radnych Liga Polskich Rodzin (6 radnych)                                     | Niezrzeszeni (2 radnych)                                                     |
| ------------------------------------------------- | --- | --- | ------------------------------------------------------------------------------------------ | --------------------------------------------------------------------------------- | ---------------------------------------------------------------------------- |
| 1 Śródmieście (5 radnych)                         | - Maks Kraczkowski (4186) – do 2005 roku - Adam Borowski (1115) – od 2005 roku - Iwo Bender (2124)                                                       | - Henryk Bosak (4364) | - Wojciech Kozak (5070)                                                                    |                                                                                   | - Julia Pitera (6205) – do 2005 roku - Witold Kalinowski (92) – od 2005 roku |
| 2 Praga-Południe (7 radnych)                      | - Mieczysław Król (6535) - Grażyna Ignaczak-Bandych (3504) - Andrzej Szyszko (2408)                                                                      | - Ryszard Mikliński (5175) – do 2003 roku - Adam Roman Czetwertyński (988) – od 2003 roku - Alina Wądołkowska (1856)      | - Mirosław Sztyber (2252)                                                                  | - Jan Maria Jackowski (5566)                                                      |                                                                              |
| 3 Mokotów (8 radnych)                             | - Marek Kordas (8396) – do 2003 roku - Marcin Jastrzębski (1867) – od 2003 roku - Ewa Starzyńska (4275) - Paweł Bromski (2945)                           | - Marek Rojszyk (7094) - Danuta Dykowska (4064) - Jolitta Stępniak (1614)                                                 | - Paweł Czekalski (4282)                                                                   | - Daniel Pawłowiec (2594) – do 2005 roku - Jolanta Pakulska (1677) – od 2005 roku |                                                                              |
| 4 Wola (5 radnych)                                | - Wojciech Starzyński (5964) - Jacek Piątkiewicz (1805) – do 2006 - Małgorzata Ustaborowicz (1663) – od 2006                                             | - Ryszard Syroka (3399) - Andrzej Golimont (2703)                                                                         |                                                                                            | - Jerzy Wielgus (2840)                                                            |                                                                              |
| 5 Bielany i Żoliborz (7 radnych)                  | - Małgorzata Gosiewska (8044) – do 2005 roku - Małgorzata Czechowska (1261) – od 2005 roku - Przemysław Wielowiejski (3024) - Witold Kołodziejski (2847) | - Wojciech Szymborski (5111) - Marek Keller (1863)                                                                        | - Joanna Fabisiak (4899) – do 2005 - Bohdan Piotr Sienkiewicz (794) – od 2005              | - Antoni Gut (2429)                                                               |                                                                              |
| 6 Białołęka i Praga-Północ (5 radnych)            | - Piotr Ciompa (2874) - Wiesław Drzewiecki (2218) | - Andrzej Półrolniczak (2237) - Jerzy Świtalski (2175)                                                                    | - Jolanta Skolimowska (2258)                                                               |                                                                                   |                                                                              |
| 7 Targówek, Rembertów, Wawer i Wesoła (8 radnych) | - Grażyna Sołtyk (7483) - Barbara Zawadzka (3186) - Piotr Woźniak (2428)                                                                                 | - Dariusz Klimaszewski (4182) - Czesław Ochenduszka (1656)                                                                | - Małgorzata Ławniczak-Hertel (2794)                                                       | - Szymon Pawłowski (3496) – do 2005 roku - Jan Piłka (728) – od 2005 roku         | - Ewa Śnieżanka (2014)                                                       |
| 8 Ursynów i Wilanów (5 radnych)                   | - Irena Kleniewska (5049) - Barbara Rylska (2299) | - Jan Wieteska (5143) – do 2004 roku - Stanisław Józef Różycki (408) – od 2004 roku - Anna Ziółkowska (1161)              | - Dorota Keller (2148)                                                                     |                                                                                   |                                                                              |
| 9 Ochota i Włochy (5 radnych)                     | - Karol Karski (6827) – do 2005 roku - Katarzyna Wasiutyńska-Latałło (1585) – od 2005 roku - Paweł Turowski (1934)                                       | - Magdalena Rogozińska (3811) - Andrzej Boguta (2418)                                                                     |                                                                                            | - Andrzej Kropiwnicki (1422)                                                      |                                                                              |
| 10 Bemowo i Ursus (5 radnych)                     | - Maciej Wnuk (5093) - Hanna Dąbrowska (2508) – do 2002 roku - Stanisław Wojtera (1768) – od 2002 roku                                                   | - Jacek Zdrojewski (6107) – do 2004 roku - Dominika Makarewicz-Bańkowska (768) – od 2004 roku - Waldemar Marszałek (1959) | - Małgorzata Kidawa-Błońska (3075) – do 2005 roku - Kamil Tyszkiewicz (538) – od 2005 roku |                                                                                   |                                                                              |

## Skład rady w kadencji 1998–2002

### Przewodniczący i wiceprzewodniczący
- Przewodniczący
  - Włodzimierz Retelski – (1998-2002)[23]

- Wiceprzewodniczący
  - brak danych

### Radni według klubów i okręgów wyborczych
| Okręg wyborczy (dzielnice) | Klub Radnych Akcja Wyborcza Solidarność (29 radnych) | Klub Radnych Sojusz Lewicy Demokratycznej (25 radnych) | Klub Radnych Unia Wolności (13 radnych)                                                                                   | Niezrzeszeni (1 radny)    |
| -------------------------- | --- | --- | --- | ------------------------- |
| 1 (10 radnych)             | - Tadeusz Zając (7966) - Ewa Masny (6041) - Barbara Zawadzka (3827) - Grzegorz Zawistowski (2711) - Marcin Woźniak (1896)                                              | - Władysław Żbikowski (7367) - Danuta Marciniak (3677) - Andrzej Haupt (1881)                                                                                     | - Sławomir Potapowicz (4098)                                                                                              | - Krystyna Woźniak (1493) |
| 2 (9 radnych)              | - Stanisław Hniedziewicz (5103) - Joanna Cicha (4162) - Janusz Pichlak (3964) - Bogdan Żmijewski (1988) - Witold Nieduszyński (1942) – dołączył w trakcie kadencji     | - Jan Wieteska (9354) - Justyna Cieślak (1592) - Stanisław Różycki (1576)                                                                                         | - Stanisław Faliński (8019) - Hanna Kalińska (1852)                                                                       |                           |
| 3 (10 radnych)             | - Joanna Fabisiak (10 513) - Andrzej Sienkiewicz (4507) - Paweł Opaliński (2800) - Joanna Górska (2674)                                                                | - Waldemar Marszałek (10 568) - Konrad Potapczuk (6590) - Jerzy Ciesielski (3314) - Tomasz Strzelecki (1860) - Michał Zwardoń (887) – dołączył w trakcie kadencji | - Barbara Rossman (4863) - Piotr Suwalski (2152)                                                                          |                           |
| 4 (10 radnych)             | - Jerzy Wielgus (7617) - Maciej Rayzacher (4924) - Marek Andruk (3201) - Michał Kozak (2099)                                                                           | - Jacek Zdrojewski (14 900) - Piotr Augustyniak (2374) - Bogdan Badziak (2147) - Jacek Grochowski (1621)                                                          | - Lech Szyngwelski (3838) - Elżbieta Solarska (2338)                                                                      |                           |
| 5 (9 radnych)              | - Jolanta Hibner (5907) - Krzysztof Górski (5643) - Bartłomiej Szrajber (5162) – do 2001 roku - Andrzej Michałowski (1882) – od 2001 roku - Sławomir Kosakowski (1927) | - Marek Rasiński (9756) - Andrzej Golimont (3000) - Tadeusz Gajewski (2909)                                                                                       | - Włodzimierz Retelski (5292) - Krzysztof Lorentz (2705)                                                                  |                           |
| 6 (10 radnych)             | - Janusz Warakomski (7607) - Krystyna Skarżyńska-Bocheńska (3906) - Andrzej Szyszko (2927) - Stanisław Mazurkiewicz (2239)                                             | - Dariusz Matusiak (9411) - Krystyna Olszewska (3681) - Bogumił Borowski (3326) - Wojciech Wojciechowski (1613)                                                   | - Jerzy Hertel (6610)– do 2001 roku - Lech Skulski (716) – od 2001 roku - Ewa Misiurkiewicz (1931)                        |                           |
| 7 (10 radnych)             | - Wojciech Rzewuski (10 795) - Ewa Gawor (3282) - Julia Pitera (2205) - Mirosław Łuniewski (1949)                                                                      | - Jan Budkiewicz (12 427) - Edyta Złotkowska (5285) - Marian Chruszczewski (2130) - Jolanta Andrzejewska (1509)                                                   | - Marcin Święcicki (11 183) - Marta Mordasewicz-Zubrzycka (2034) – do 2001 roku - Wiktor Czechowski (1167) – od 2001 roku |                           |

## Skład rady w kadencji 1994–1998[25]
1. Wojciech Bociański
2. Michał Jan Boni
3. Bogumił Borowski
4. Roman Broszkiewicz
5. Krzysztof Czarnocki
6. Janusz Dmochowski
7. Stefan Dmochowski
8. Helena Dobosz
9. Andrzej Dobrzański
10. Danuta Dykowska
11. Jerzy Dyner
12. Joanna Fabisiak
13. Elżbieta Wacława Gnatowska
14. Andrzej Golimont
15. Ewa Gołębiowska
16. Bohdan Grzymała-Siedlecki
17. Dariusz Górczewski
18. Sławomir Gzell
19. Andrzej Hajzik
20. Jolanta Hibner
21. Stanisław Ilkowski
22. Aldona Helena Jabłońska-Klimczak
23. Michał Janiszewski
24. Tomasz Jan Karpiński
25. Andrzej Kobel
26. Andrzej Kotnowski
27. Wiesław Kowalczewski
28. Waldemar Kowalczyk
29. Wojciech Tomasz Kozak
30. Stefan Kubiak
31. Hanna Kulesza
32. Hanna Ewa Kwiatkowska-Tulczyńska
33. Julisz Latomski
34. Marek Lendzion
35. Zbigniew Lippe
36. Gerard Maćkowiak
37. Elżbieta Majlert
38. Stanisław Mazurkiewicz
39. Eugeniusz Mikulski
40. Marta Halina Mordasiewicz-Zubrzycka
41. Andrzej Namysłowski
42. Paweł Jerzy Opaliński
43. Jan Paszkiewicz
44. Paweł Bartłomiej Piskorski
45. Julia Pitera
46. Lech Pruchno-Wróblewski
47. Andrzej Radecki
48. Stanisław Radziwiłł
49. Maciej Rayzacher
50. Barbara Wieńczysława Rossmann
51. Czesław Rowiński
52. Joanna Runge-Lissowska
53. Wojciech Rzewuski
54. Elżbieta Sękowska-Grodzicka
55. Lech Piotr Skulski
56. Andrzej Sorbian
57. Tadeusz Sujkowski
58. Tomasz Sybilski
59. Jerzy Szymański
60. Lech Szyngwelski
61. Andrzej Szyszko
62. Jerzy Świtalski
63. Witold Trzeciakowski
64. Janusz Warakomski
65. Andrzej Wielowieyski
66. Jan Wieteska
67. Maciej Wnuk
68. Krystyna Wolańska-Wierzbiańska
69. Barbara Zawadzka (okręg wyborczy nr 1)
70. Barbara Zawadzka (okręg wyborczy nr 5)
71. Grzegorz Zawistowski
72. Maciej Zieliński
73. Bogdan Żmijewski[25]

## Skład rady w kadencji 1990–1994[25]
1. Maria Balcerzak
2. Ireneusz Barski
3. Marek Chlebuś
4. Piotr Czerwiec
5. Zdobysław Flisowski
6. Zbigniew Gałus
7. Maciej Gielecki
8. Marian Gietko
9. Wojciech Górski
10. Małgorzata Grelus
11. Leszek Kaczyński
12. Marek Kaniewski
13. Janusz Kobyliński
14. Lech Kościelak
15. Wiesław Krędzelak
16. Jan Latkowski
17. Barbara Łuczak
18. Elżbieta Majlert
19. Wojciech Matyjasiak
20. Ryszard Mazurkiewicz
21. Iwona Molenda
22. Lesław Myczkowski
23. Jerzy Pietras
24. Andrzej Prądzyński
25. Marcin Przyłubski
26. Wojciech Puzyna
27. Maciej Rayzacher
28. Janusz Rosa
29. Barbara Rossmann
30. Andrzej Sapiński
31. Marcin Sobocki
32. Lech Szyngwelski
33. Andrzej Szyszko
34. Tadeusz Urban
35. Janusz Wojdalski
36. Wojciech Wojtysiak
37. Piotr Wójcik
38. Wojciech Zabierzański
39. Jerzy Zass
40. Małgorzata Zdankiewicz